# Esme Creed-Miles

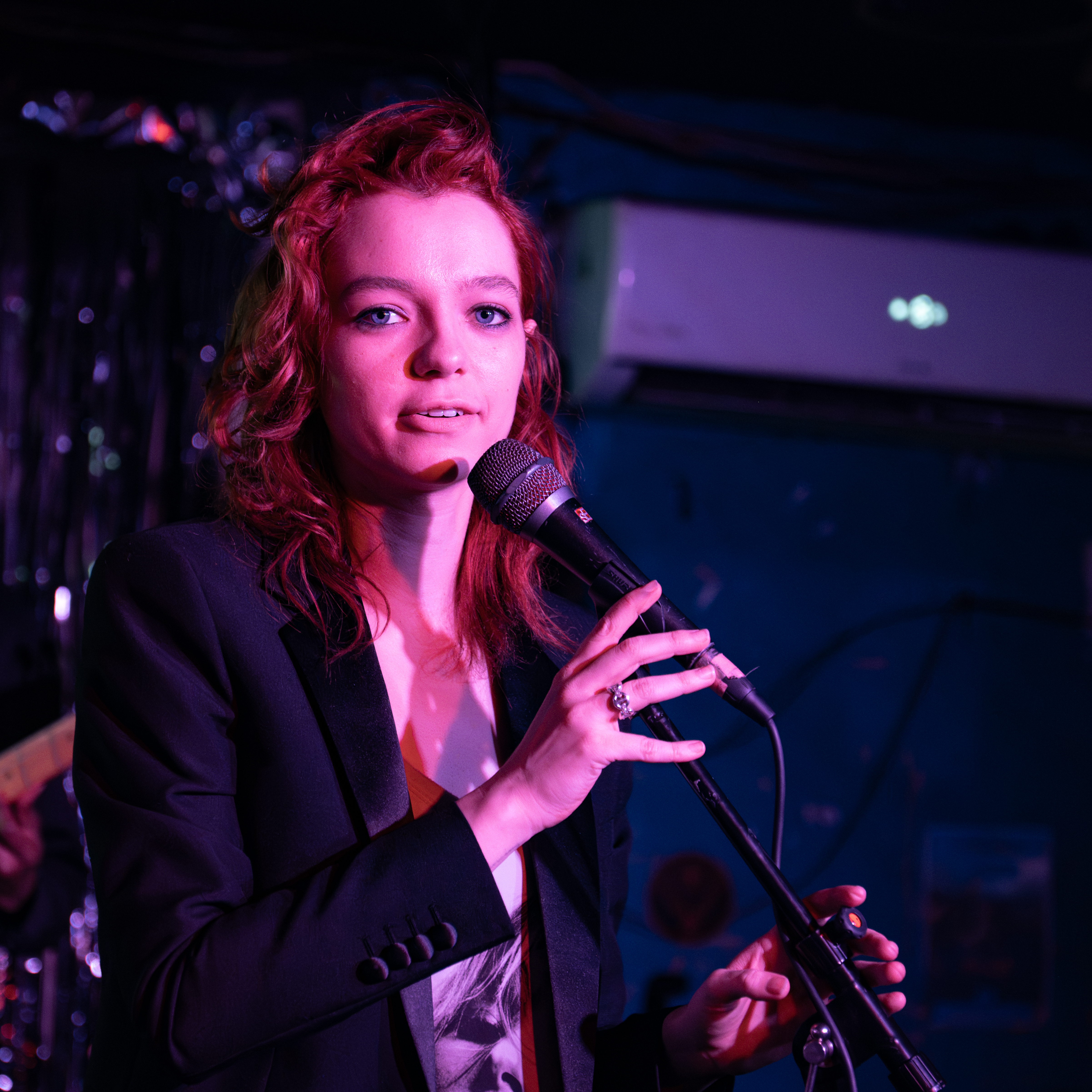

Esme Creed-Miles (Londra, 5 febbraio 2000) è un'attrice britannica famosa per aver interpretato il personaggio principale nella serie Amazon Prime Video Hanna.

## Biografia
Creed-Miles nasce nel quartiere londinese di Barnet, Inghilterra e studia alla Bedales School, nell'Hampshire. È figlia degli attori Charlie Creed-Miles e Samantha Morton.

## Carriera
Creed-Miles inizia la sua carriera di attrice interpretando la piccola Shirley Temple nel film Mister Lonely (2007), diretto da Harmony Korine. Dovrà aspettare dieci anni per tornare al cinema, quando venne ingaggiata nel film Dark River diretto da Clio Barnard.
In un'intervista, Creed-Miles afferma di aver fatto provini per vari ruoli secondari in film indipendenti, prima di essere scelta per il ruolo di protagonista in Hanna. Sostiene di essersi allenata nelle arti marziali sei ore al giorno per mesi, per preparare le scene di combattimento della serie. Creed-Miles ha apprezzato il modo in cui il suo ruolo di Hanna le ha permesso di sfidare le norme sociali su genere e sessualità. Non sono mancate recensioni positive per il suo lavoro. La rivista americana The Atlantic ha sottolineato come lei riesca ad "infondere il personaggio di vulnerabilità emotiva e potere fisico. Ancora più sorprendente è il modo in cui comunica l'intelligenza di Hanna, quanto sia agile, attenta e iperattiva".
Creed-Miles è anche musicista e femminista.
Interpreta la protagonista nei film Pond Life e Undercliffe, entrambi del 2019, prodotti da Open Palm Films.

## Filmografia

### Cinema
- Mister Lonely, regia di Harmony Korine (2007)
- Dark River, regia di Dean R. Koontz (2017)
- Undercliffe, regia di Lisa Mulcahy (2018)
- Pond Life, regia di Bill Buckhurst (2018)

### Televisione
- Hanna – serie TV, 22 episodi (2019-2021)
- The Sandman - serie TV, 4 episodi (2025)

### Doppiaggio
- La leggenda di Vox Machina – serie animata, 8 episodi (2022-2023)

## Doppiatrici italiane
Nelle versioni in italiano delle opere in cui ha recitato, Esme Creed-Miles è stata doppiata da:
- Emanuela Ionica in Hanna, The Sandman

Da doppiatrice, è stata sostituita da;
- Francesca Bielli ne La leggenda di Vox Machina